# Prokonwertyna

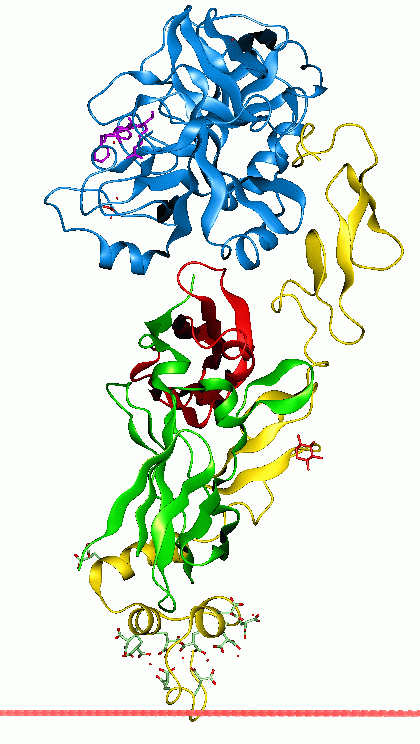
Prokonwertyna

Prokonwertyna (VII czynnik krzepnięcia) – jedno z białek biorących udział w kaskadzie krzepnięcia krwi. Jest enzymem (EC 3.4.21.21) należącym do klasy proteaz serynowych.

## Fizjologia
Główną rolą czynnika VII jest inicjowanie, w połączeniu z czynnikiem tkankowym (TF), procesu krzepnięcia. Czynnik tkankowy w prawidłowych warunkach nie ma styczności z krążącą krwią, znajduje się poza światłem naczyń. W przypadku uszkodzenia ściany naczynia dochodzi do jego ekspozycji i związaniu z prokonwertyną. Czynnik VII zostaje uaktywniony (VIIa), przy udziale różnych proteaz, wśród których znajduje się trombina, aktywny czynnik X, jak i sam kompleks VIIa-TF. Najważniejszymi substratami dla VIIa-TF są czynniki X i IX.
Działalność czynnika VII jest hamowana przez TFPI (tissue factor pathway inhibitor), który jest uwalniany prawie natychmiast po zainicjowaniu krzepnięcia. Produkcja prokonwertyny jest zależna od witaminy K, odbywa się w wątrobie. Stosowanie warfaryny i jej pochodnych upośledza funkcje czynnika VII.

## Genetyka
Gen kodujący czynnik VII jest zlokalizowany na chromosomie 13 (13q34).

## Patofizjologia
Niedobór czynnika VII jest rzadki, ma charakter zaburzenia genetycznego o autosomalnym recesywnym sposobie dziedziczenia.

## Zastosowanie w lecznictwie
Rekombinowany ludzki czynnik VIIa (NovoSeven; Eptakog alfa; ATC B02BD08) jest stosowany leczeniu krwawień u pacjentów z hemofilią z przeciwciałami skierowanymi przeciwko czynnikom krzepnięcia VIII i IX.